# Ibne Alfaci
ibne Alfaci de Hamadã (em persa: ابن فقیه همدانی; lit.  "Ibn al-Faqih al-Hamadani ") foi um historiador e geógrafo persa do século X, famoso por sua obra Mukhtasar Kitab al-Buldan ("Livro Conciso sobre as Terras").